# David Abadías Aurín

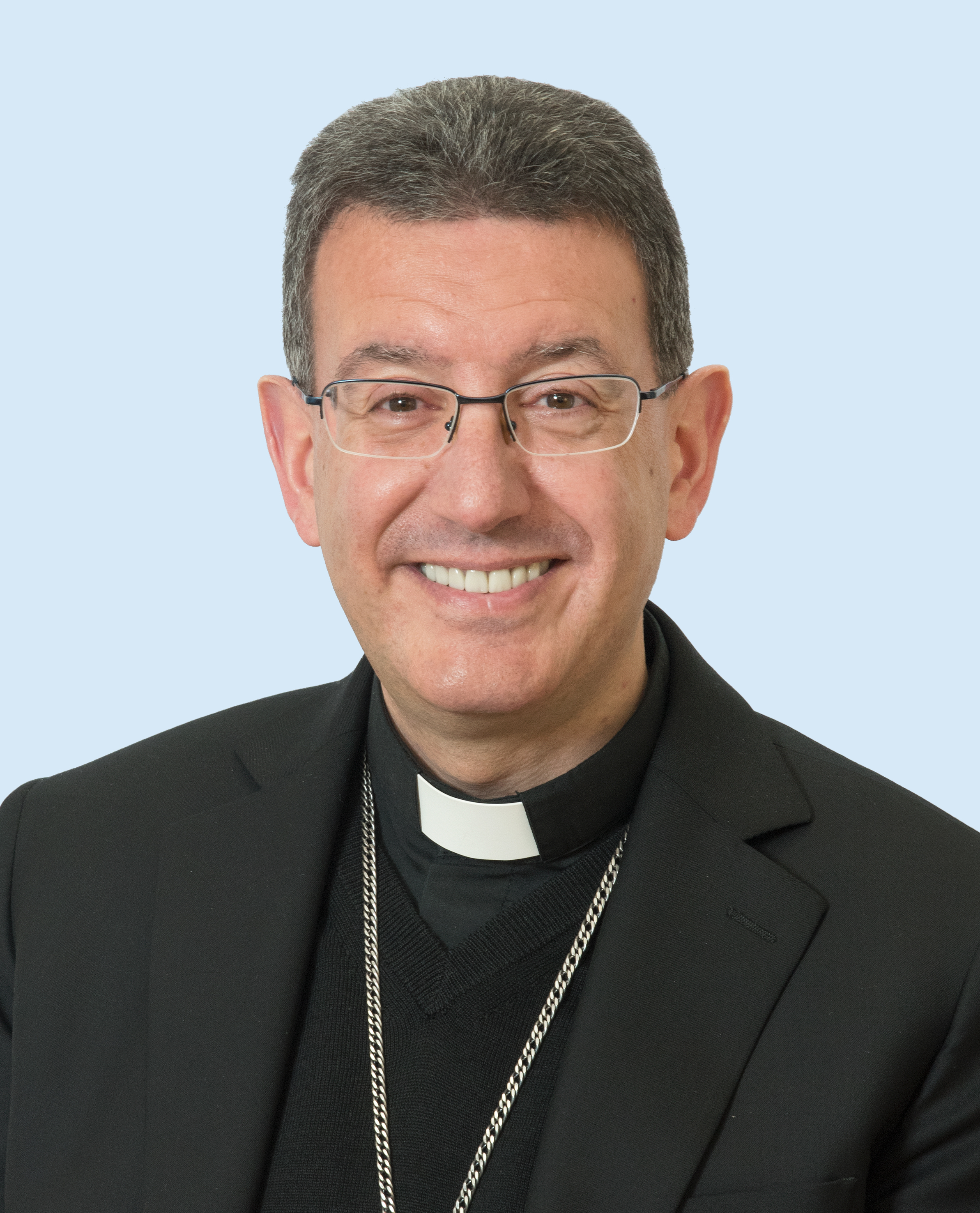
David Abadías Aurín, 2023

Bischofswappen von David Abadías Aurín

David Abadías Aurín (* 31. Juli 1973 in Barcelona) ist ein spanischer römisch-katholischer Geistlicher und Weihbischof in Barcelona.

## Leben
David Abadías Aurín studierte Katholische Theologie und empfing am 13. Dezember 1998 das Sakrament der Priesterweihe für das Erzbistum Barcelona. Mit der Errichtung des Bistums Terrassa am 15. Juni 2004 wurde er in dessen Klerus inkardiniert.
Nach weiteren Studien der biblischen Theologie erwarb er einen Abschluss an der Theologischen Fakultät Kataloniens. Anschließend studierte er an der Päpstlichen Universität Gregoriana und wurde im Fach Kirchengeschichte promoviert. Neben verschiedenen Aufgaben in der Pfarrseelsorge und als Dekan in Mollet del Vallès lehrte er als Professor Kirchengeschichte des Mittelalters an der Theologischen Fakultät Kataloniens. Zudem leitete er den Geschichtsbereich im Publikationsamt der Fakultät.
Papst Franziskus ernannte ihn am 14. Februar 2023 zum Titularbischof von Urci und zum Weihbischof im Erzbistum Barcelona. Die Bischofsweihe spendete ihm der Erzbischof von Barcelona, Juan José Kardinal Omella Omella, am 25. März 2023 in der Basilika Sagrada Família. Mitkonsekratoren waren der Erzbischof von Sevilla, Josep Ángel Saiz Meneses, und der Bischof von Terrassa, Salvador Cristau Coll.